# Geografie van Mexico
Locatie:
Noord-Amerika, grenzend aan de Caribische Zee en de Golf van Mexico tussen Belize en de Verenigde Staten en grenzend aan de Noordelijke Grote Oceaan tussen Guatemala en de Verenigde Staten. Voor de kust liggen talloze eilanden, eilanden buiten het continentaal plateau zijn Isla Guadalupe, de Rocas Alijos en de Revillagigedo Archipel.

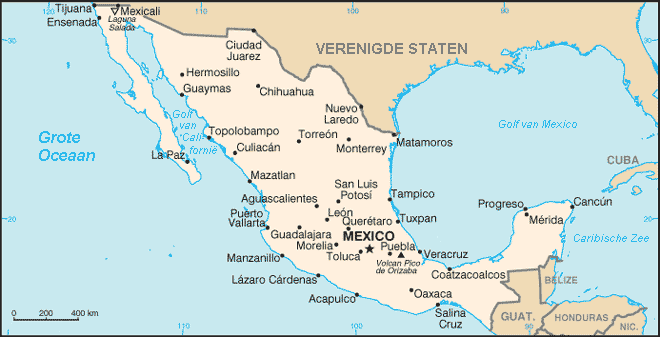
Kaart van Mexico

Geografische coördinaten: 23°00′ N 102°00′ W
- Geografische extremen:
  - Noordelijkste punt: Los Algodones (Neder-Californië) 32°43' N
  - Zuidelijkste punt: Suchiate (Chiapas) 14°32' N
  - Westelijkste punt: Isla Guadalupe (gemeente Ensenada, Neder-Californië) 118°22' W
  - Oostelijkste punt: Isla Mujeres (Quintana Roo) 86°42' W

Oppervlakte: 47,5 keer Nederland, 64,6 keer België
- totaal: 1.972.550 km²
  - land: 1.923.040 km²
  - water: 49.510 km²

Landsgrenzen:
- totaal: 4538 km
  - Verenigde Staten van Amerika: 3326 km (zie ook Grens tussen Mexico en de Verenigde Staten)
  - Guatemala: 962 km
  - Belize: 250 km

Kustlijn:
- totaal: 10.143 km
  - Golf van Mexico en Caraïbische Zee: 2805 km
  - Grote Oceaan: 7338 km

Maritieme claims:
- territoriale wateren: 12 zeemijl
- aangrenzende zone: 24 zeemijl
- continentaal plat: 200 zeemijl
- exclusieve economische zone: 200 zeemijl

Klimaat: verschilt van tropisch regenwoudklimaat in het zuiden tot een woestijnklimaat in het noorden.
Rivieren:
Er zijn ongeveer 246 rivieren, twee derde hiervan mondt uit in de Grote Oceaan. De rivieren zijn kort, ze lopen van de bergen naar de kust en zijn meestal niet geschikt voor de scheepvaart. Slechts vijf rivieren, de Usumacinta, Grijalva, Papaloapan, Coatzacoalcos en Pánuco, nemen 52% van de jaarlijkse debiet van alle Mexicaanse rivieren voor hun rekening. In het noorden vormt de Rio Grande (Río Bravo) voor een belangrijk deel de grens met de Verenigde Staten.
Terrein: Bergketens (Sierra Madre); kustvlakten; hoogvlaktes (Dal van Mexico, Bajío, Bolson de Mapimi); woestijnen.
Hoogteverschillen:
- laagste punt: Laguna Salada -10 m
- hoogste punt: Pico de Orizaba 5610 m

Natuurlijke hulpbronnen: aardolie, zilver, koper, goud, lood, zink, aardgas en hout.
Landgebruik:
- bebouwbaar land: 12%
- permanent bebouwd: 1%
- permanente weiden: 39%
- bos: 26%
- overig: 22% (schatting 1993)

geïrrigeerd land: 61.000 km² (schatting 1993)
Natuurlijke gevaren: Tsunami's aan de Pacifische kust, vulkanen en aardbevingen in het centrum en het zuiden, orkanen aan de kustgebieden.
Milieuproblemen: Tekort aan zoet water in het noorden, slechte waterkwaliteit en tekort aan water in het centrum en zuidoosten; vervuiling van rivieren door riolering en industrie in grote steden; ontbossing; erosie; verwoestijning, ernstige luchtvervuiling in Mexico-Stad en steden nabij de grens met de Verenigde Staten.